# Thelcticopis celebesiana
Thelcticopis celebesiana là một loài nhện trong họ Sparassidae.
Loài này thuộc chi Thelcticopis. Thelcticopis celebesiana được Anna Maria Sibylla Merian miêu tả năm 1911.